# David (roi d'Israël)
Pour les articles homonymes, voir David.
Pour les données archéologiques et historiques sur le roi David, voir Données archéologiques sur David et Salomon. Cet article traite du personnage David tel qu'il apparaît dans la Bible
David (hébreu : דוד, qui signifie « Bien-aimé ») est une figure importante de la Bible en tant que troisième roi de la Monarchie unifiée d'Israël et Juda à la suite de Saül et d'Eshbaal.
Avec Salomon, son fils et successeur, il est l'un des fondateurs majeurs de l'État israélite. Il est aussi le principal auteur des psaumes.
Le personnage biblique de David est également présent dans le Coran. Il y figure sous le nom de Daoud, le prophète-roi.

## David dans la Bible
Son histoire est racontée dans le Premier Livre de Samuel et sa vie en tant que roi dans le Deuxième Livre de Samuel et au début du Premier Livre des Rois. La tradition fait remonter son règne au Xe siècle av. J.-C., ce que des découvertes archéologiques du début des années 1990 tendent à corroborer même si le portrait qui en est brossé dans les Écritures et les épisodes qu'elles rapportent semblent largement légendaires.
Suivant la Bible hébraïque, ce jeune berger de la tribu de Juda, le plus jeune des fils de Jessé, est appelé aux côtés du roi Saül pour l'apaiser de ses chants. Il met en déroute les ennemis philistins en vainquant le géant Goliath à l'aide de sa fronde. Devenu le héros d'Israël, Saül lui donne Mikhal, une de ses filles, en mariage tandis que Jonathan et David se lient d'une profonde affection. Peu à peu, les succès de David provoquent la jalousie puis la vindicte de Saül qui tente à plusieurs reprises de le mettre à mort. Fort du soutien de sa femme et de Jonathan, David doit s'enfuir et prend la tête de maquisards, opérant la vengeance divine et redistribuant les butins aux pauvres.

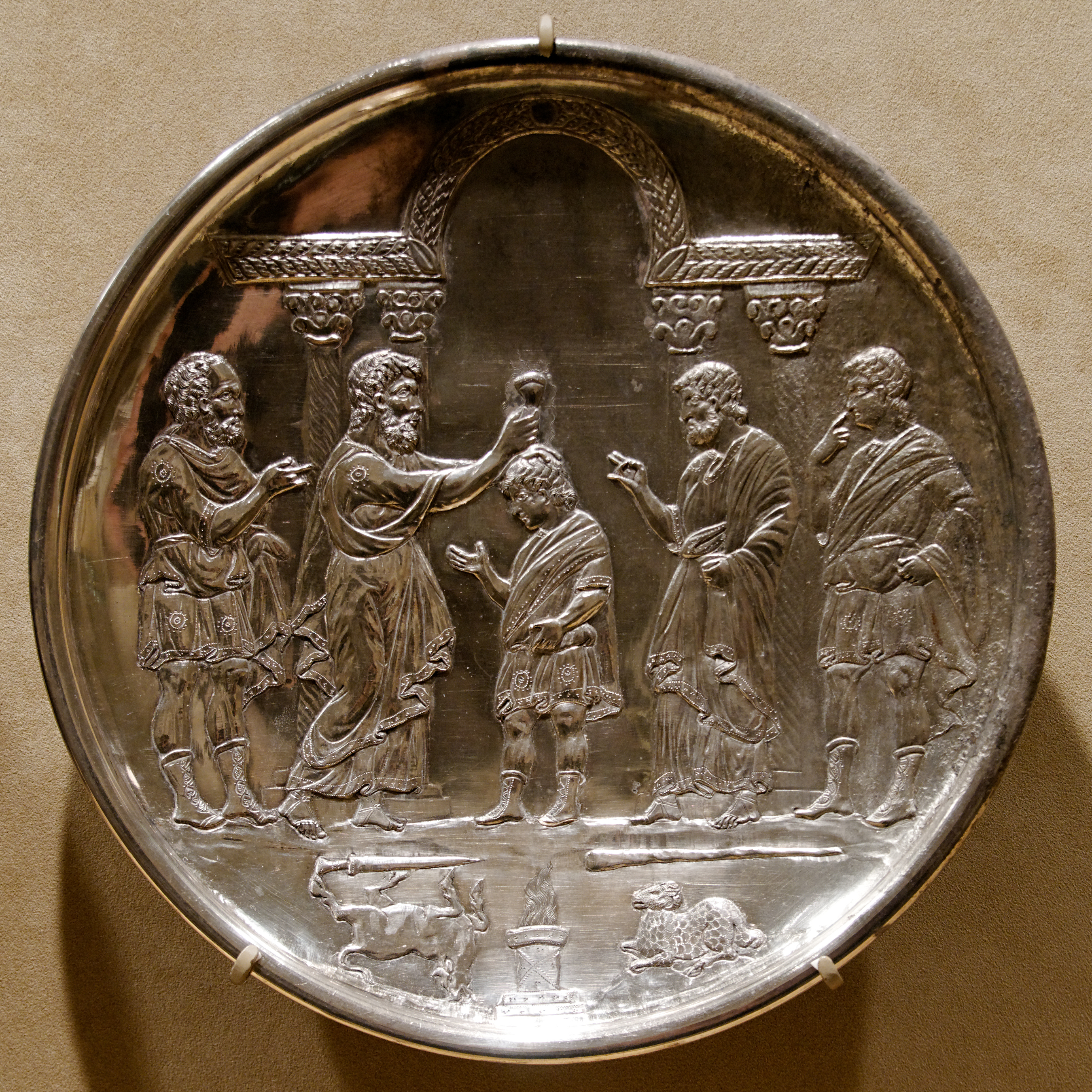
Un des « plats de David » figurant l'onction de David par Samuel, Constantinople, v. 629-30, Metropolitan Museum of Art.

À la mort de Saül, David est intronisé roi de Juda puis roi d'Israël avant d'être proclamé messie (« oint »). À la tête du royaume et de son armée, il vainc les ennemis d'Israël, conquiert Jérusalem – où il transfère l'Arche d'alliance – et fonde un vaste royaume qui s'étend des frontières de l'Égypte jusqu'à l'Euphrate, ouvrant ainsi une ère de prospérité et de paix pour Israël. Dieu promet alors à David que son trône sera affermi à jamais. C'est à un vieillard faible et pratiquant le sunamitisme avec la jeune vierge Abisag que succède Salomon, le fils qu'il a eu avec Bethsabée.
Les chrétiens adoptent les Écritures hébraïques et font de Jésus l'héritier de la promesse messianique faite à David. Ensuite, à travers Jésus-Christ, l'héritage se transmet à tous les rois de la chrétienté, à l'instar de Charlemagne qui se proclame « nouveau David », faisant évoluer le mythe biblique à en devenir le prétexte à la fabrication de nombre de royaumes.
Guerrier, musicien et poète, l'écriture de nombreux psaumes compilés dans le Livre des Psaumes lui est traditionnellement attribuée. La geste davidienne est le prétexte à une multitude de représentations et évocations artistiques de toutes natures à travers les siècles, dont les célèbres sculptures Renaissance de Donatello, Verrocchio et Michel-Ange qui ont contribué à universaliser son image.

### Étymologie
Le nom « David », orthographié en hébreu דוד, DWD, et דָּוִיד, DWYD, en hébreu tardif, veut dire « bien-aimé » et est employé avec ce sens dans le Cantique des Cantiques.

### Récit biblique
Ainsi que le rappelle André Chouraqui, les livres de la Bible ne sont pas composés pour raconter l’histoire d’un point de vue littéraire ou scientifique, mais généralement dans une intention prophétisante.
Les principaux textes qui traitent de David sont les suivants :
- Premier Livre de Samuel (16-31) (1Sm 16-31) ;
- Second livre de Samuel (in extenso 1-24) (2Sm 1-24) ;
- Premier Livre des Rois (1-2) (1R 1-2).

#### L'accession au trône

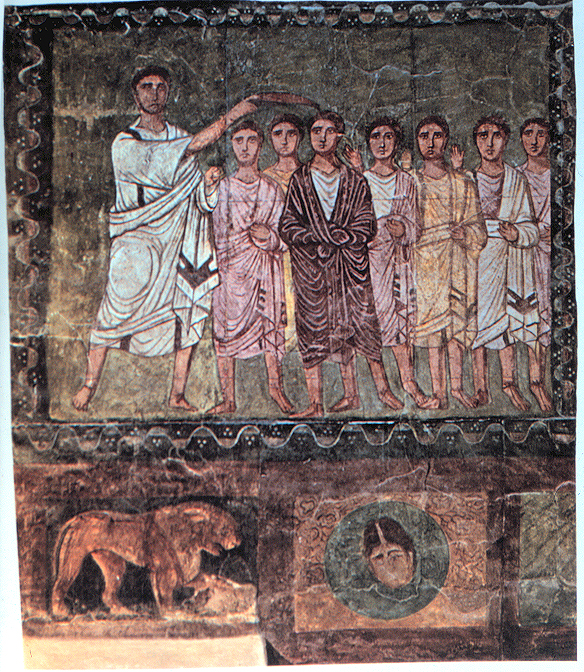
Onction de David par Samuel, fresque sur bois, synagogue de Doura Europos, IIe siècle.

Au temps du roi Saül, Jessé, un Éphratéen très âgé de Bethléem (pays de Juda) est père de huit fils dont les trois aînés, Éliab, Abinadab et Chamma, sont des compagnons d'armes du roi. David est le plus jeune. Il garde les moutons de son père, à Bethléem. Dieu envoie Samuel lui donner l'onction royale malgré son jeune âge, à la suite d'une ultime désobéissance de Saül.
Ensuite, David entre au service de Saül et lui joue du kinnor, une sorte de lyre, pour apaiser sa mélancolie d'avoir été rejeté par Dieu. Les Philistins attaquent le royaume et David abat d'un coup de fronde leur champion, Goliath, dans la vallée d'Elah. Jonathan, fils du roi Saül, devient alors ami avec David. David devient chef de guerre pour Saül et épouse une de ses filles, Mikhal. Sa renommée de héros va grandissant au fil des combats qu'il mène aux côtés de son maître, jusqu'à rendre jaloux ce dernier, puis haineux au point de vouloir sa mort. Mikhal couvre la fuite de son époux lors d'une des nombreuses tentatives d'assassinat commanditées par son père. C'est Jonathan qui l'aide à s'enfuir définitivement. Les deux hommes semblent entretenir dès cette rencontre une relation forte et dans un engagement réciproque qui se poursuit leur vie durant. Tous les deux sont mariés et considèrent l'union de leur amitié comme plus grande que celle du mariage.
David prend le maquis et devient chef de bande. Il rassemble autour de lui tous les mécontents, dont Abiathar, fils d'Achimélech, prêtre de Nob, descendant d'Elie de Silo. Il erre quelque temps dans le désert de Maôn et dans la région d'Ein Gedi pour éviter les poursuites de Saül, puis loue les services de sa troupe au roi philistin de Gath, Akish. Celui-ci établit David à Siceleg, au sud de son territoire, pour contenir les Judéens et les Amalécites. David profite de sa position pour délivrer les Judéens de la pression amalécite. Après la mort de Saül et de trois de ses fils (dont Jonathan) dans la défaite de Guilboa, David se fait reconnaître roi à Hébron par les chefs des clans judéens.
David, élu roi des Judéens, affermit sa position. Il arrête une armée israélite près de Gibeon. Il fait une politique matrimoniale, entretient des relations diplomatiques et tente de rallier Abner, le chef d'armée. L'aboutissement de ces démarches, suspendues un temps par le meurtre d'Abner, sera le ralliement des Anciens d'Israël à la mort du roi Ishbaal.

#### Le règne

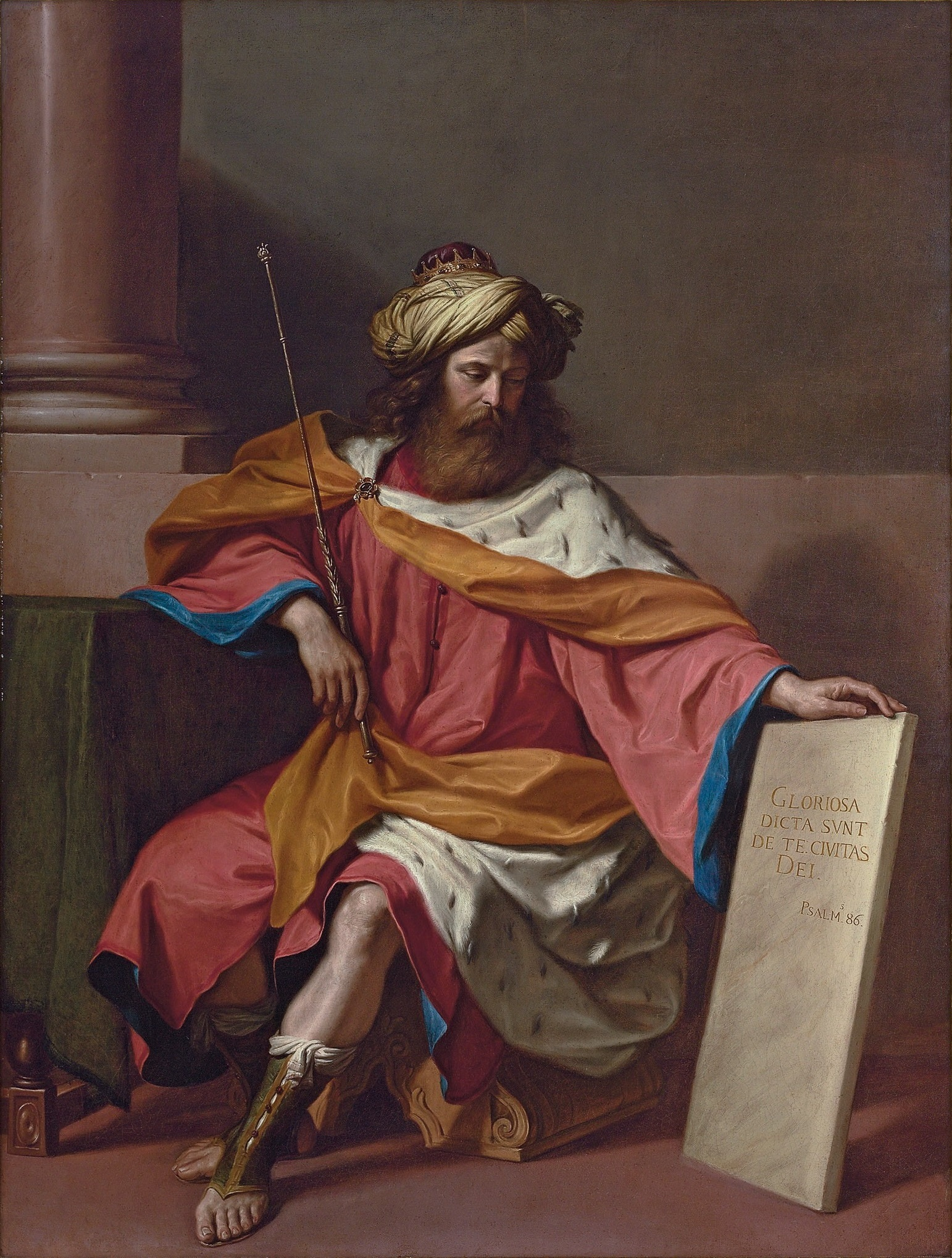
Le roi David par Le Guerchin.

À la mort d'Ish-boshet, fils de Saül, les Anciens d'Israël choisissent David pour lui succéder sur le trône d'Israël. Les maisons de Juda et d'Israël sont réunies.
Les Philistins, inquiets de la puissance de David, leur ancien vassal, l'attaquent dans la vallée de Rephaïm (en) (vallée des Géants), près de Jérusalem, à la jonction de Juda et d'Israël. David les repousse à deux reprises et conquiert aux Jébuséens la ville de Jébus, l'actuelle Jérusalem dont il fait sa capitale. Il fortifie la ville et en fait un site religieux en y transférant l'Arche d'alliance.
David, confiant la tête de son armée à son neveu Joab, soumet ensuite le royaume de Moab au tribut.
À l'occasion de l'avènement de Hanoun, roi d'Ammon, prétextant un affront diplomatique, il engage une guerre sans merci et prend la capitale, Rabbath-Ammon. Il s'empare d'un énorme butin et ceint la couronne des Ammonites.

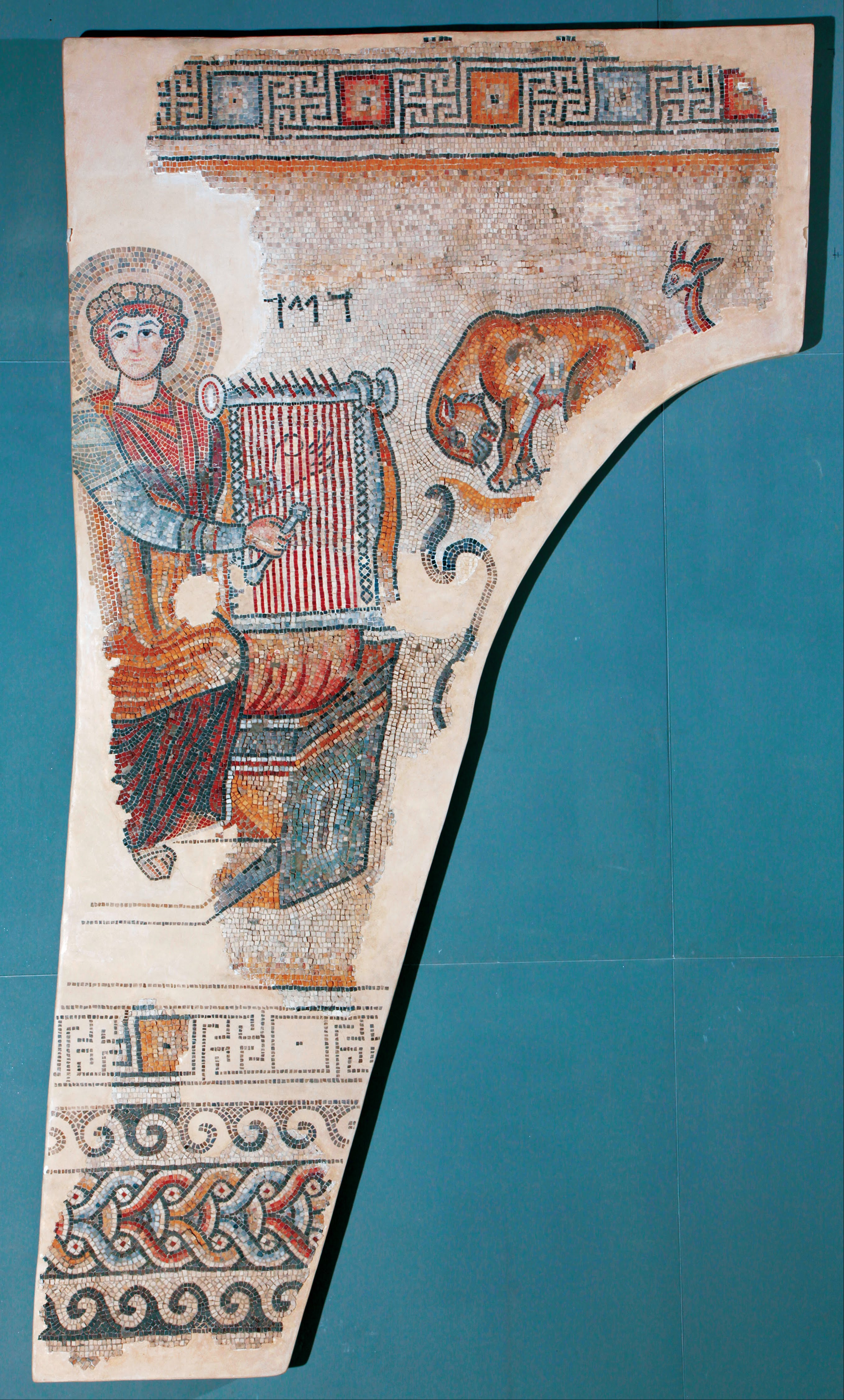
David avec ses attributs royaux, assis sur son trône et jouant de la lyre devant un bestiaire transpercé par son jeu - Mosaïque de la synagogue de Gaza, 508 ap. J.-C.

Les Ammonites avaient fait appel à une coalition de royaumes araméens voisins (Zoba (en), Beth-Rehov (en), Beth-Maakah et Tôb), que Joab avait dû repousser. Victorieux de Hadadézer (en), roi de Zoba à Helam (en), David établit un préfet à Damas et soumet au tribut les vassaux araméens de Hadadézer. Le roi de Hamat, Toï (en), ancien ennemi de Hadadézer se reconnaît allié de David.
David conquiert aussi le royaume édomite qu'il dévaste. Il le rattache à son royaume en y établissant des préfets, tandis qu'un prince royal réussissait à se réfugier en Égypte.
Ces conquêtes sont favorisées par la faiblesse momentanée de l'Égypte et de l'Assyrie. Elles consacrent la suprématie du peuple d'Israël sur l'ensemble de la Terre d'Israël. David ne cherche cependant pas à conquérir la Philistie. Il entretient d'excellentes relations avec Hiram de Tyr, en vue de bénéficier de la technologie et du commerce phénicien.
À l'occasion d'une calamité publique, David livre sept descendants de Saül à la vindicte des Gibeonites qui les exécutent rituellement. Il reprend Mikhal, que Saül avait remariée, puis n’eut pas d'enfant avec elle. Il accueille à la cour le dernier descendant de Saül, Méribaal (Mephibosheth), un estropié, pour honorer une promesse faite à son ami Jonathan.

#### Les fils de David
Selon les livres de Samuel, David eut six fils nés à Hébron de femmes différentes, onze fils nés à Jérusalem de femmes différentes : son premier-né est Amnon (hébreu, אַמְנוֹן), premier-né d’Achinoam de Jezraël ; le second, Kilab (כִלְאָב) d'Abigaïl veuve de Nabal de Carmel ; le troisième, Absalom (אַבְשָׁלוֹם), fils de Maaca, fille de Talmaï, roi de Gueschur ; le quatrième, Adoniya (אֲדֹנִיָּה) fils de Hagguit ; le cinquième, Chefatia (שְׁפַטְיָה) fils d'Abithal ; Yitream (יִתְרְעָם) fils d'Egla. Les onze fils nés à Jérusalem sont Jibhar (יִבְחָר), Élischua (אֱלִישׁוּעַ), Népheg (נֶפֶג), Japhia (יָפִיעַ), Élishama (אֱלִישָׁמָע), Éliada (אֶלְיָדָע) et Éliphéleth (אֱלִיפָלֶט), Shammua (שַׁמּוּעַ), Shobab (שׁוֹבָב), Nathan (נתן) et Salomon (שְׁלֹמֹה) qui est l'héritier de son père.

#### Bethsabée et Urie le Hittite

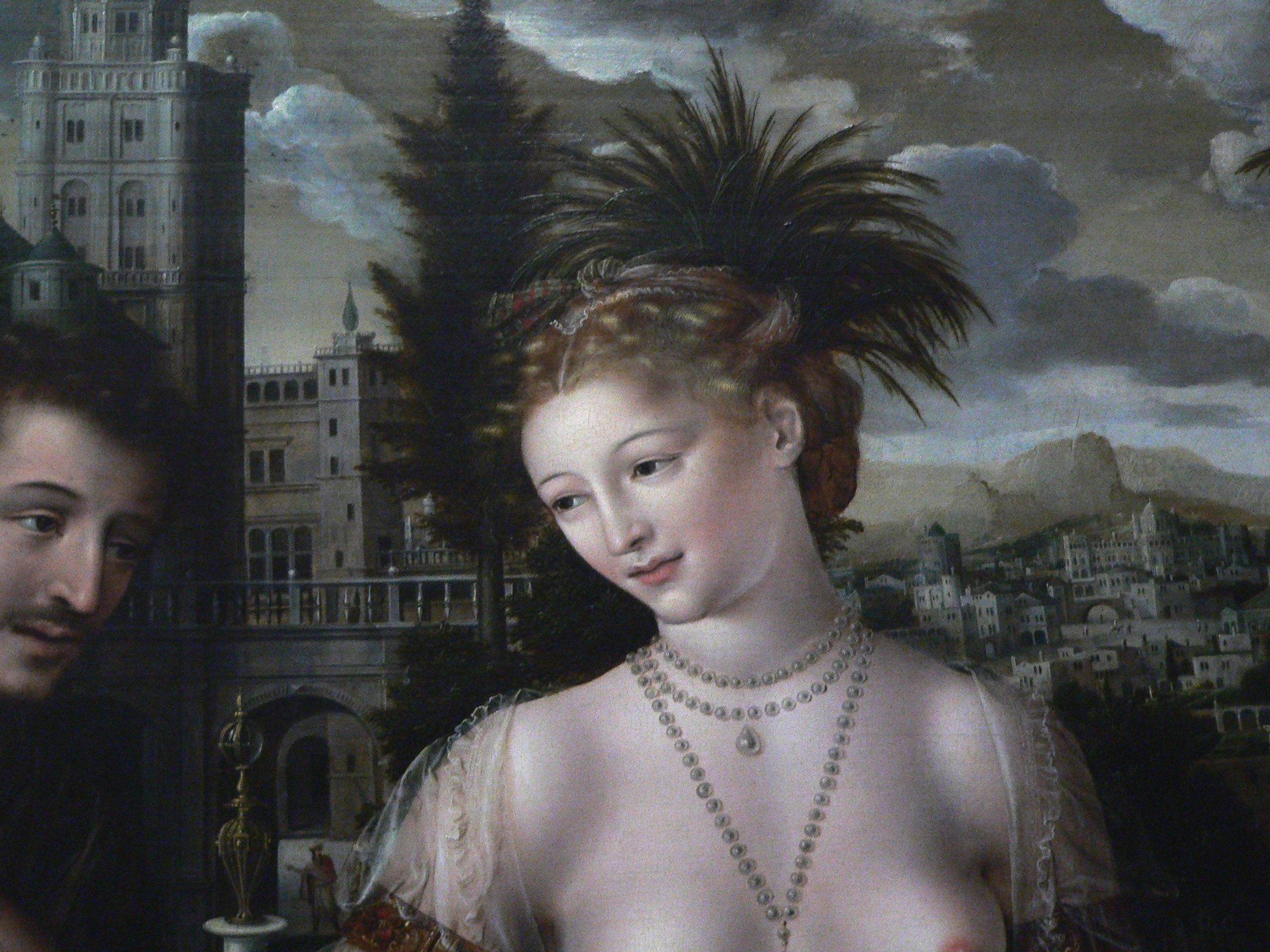
Jan Metsys, David et Bethsabée, 1562, musée du Louvre (détail).

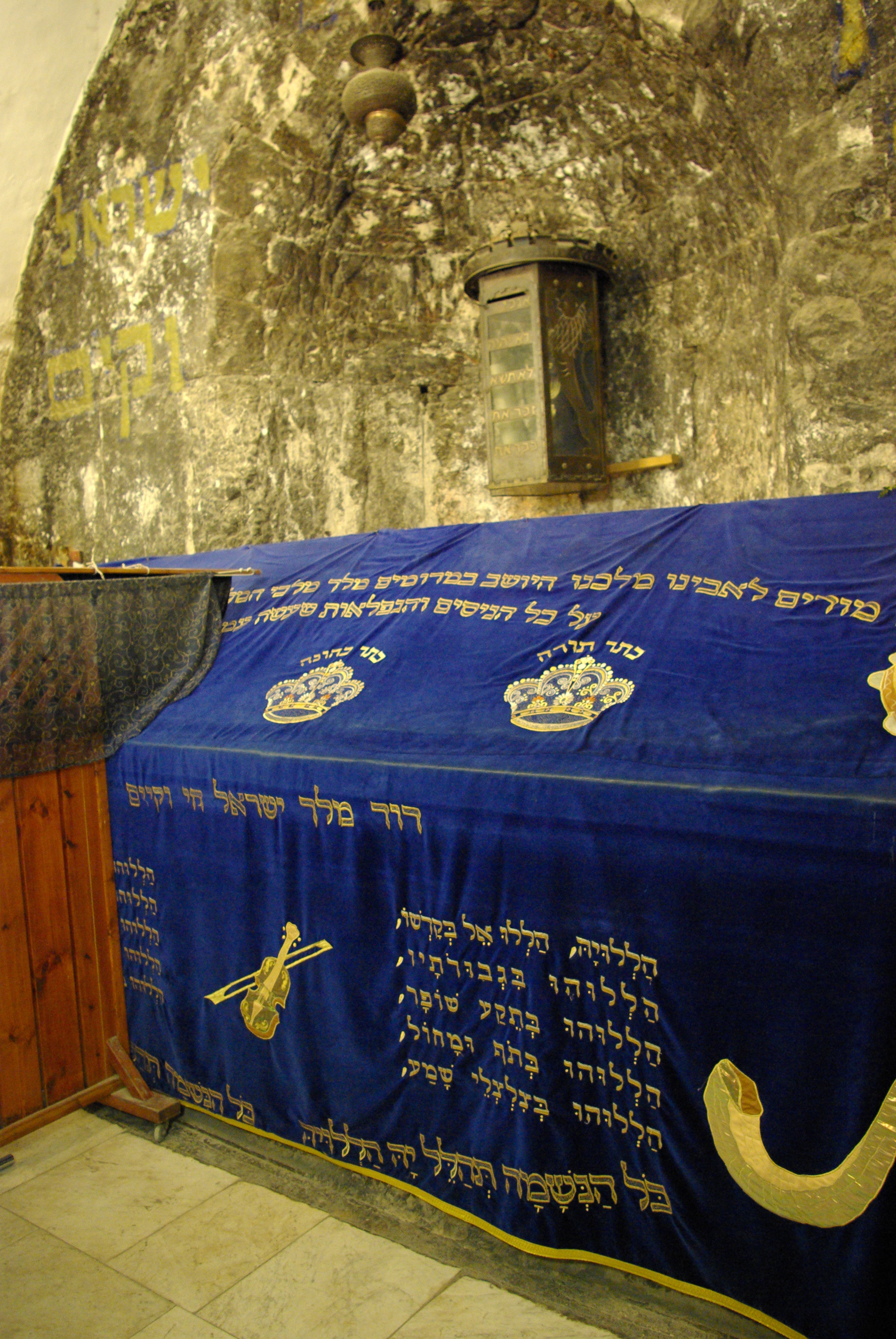
La tombe de David sur le mont Sion (structure médiévale).

David envoya Joab faire le siège de Rabba. Pendant ce temps, restant à Jérusalem, David fit enlever Bethsabée, la contraignant à être sa femme alors qu’elle était déjà épouse d'un officier dévoué, Urie le Hittite. Bethsabée devint enceinte de David. Après avoir vainement tenté de masquer son adultère, David écrivit une lettre à Joab, et la fit porter par Urie le Hittite : « mettez Urie en première ligne au plus fort de la bataille puis reculez derrière lui : qu'il soit frappé et qu'il meure ».
Dans le Livre de Samuel (II Samuel, XII, 1-10), le roi d'Israël, David, vint ensuite à écouter l'histoire du prophète Nathan, où un pauvre homme avait adopté une jeune brebis : « il nourrissait sa brebis (« Rachel ») et elle grandissait avec lui ainsi qu'avec ses fils, elle mangeait de son morceau de pain, elle buvait de sa coupe, elle couchait sur son sein, elle était pour lui comme une fille » : un homme riche en bétail vint à passer par là, qui prit sans permission, pour la manger, l'unique brebis du pauvre homme. À cette histoire, David entre dans une grande colère contre ce riche qui mérite selon lui d'être tué à son tour ; Nathan lui précise alors que lui-même s'est comporté comme l'infâme, en envoyant Urie à la mort, mis en première ligne d'une bataille, pour prendre sa femme.
Le prophète Nathan fit des reproches à David pour son péché et dit : « Pourquoi as-tu méprisé YHWH (Yahvé), et fait ce qui lui déplaît ? Tu as frappé par l'épée Urie le Hittite, sa femme, tu l'as prise pour ta femme, lui tu l'as fait périr par l'épée des Ammonites. Maintenant l'épée ne se détournera plus jamais de ta maison, parce que tu M'as méprisé et que tu as pris la femme d'Urie le Hittite pour qu'elle devienne ta femme ».
David reconnut son péché et dit à Nathan : « j'ai péché contre YHWH ! » Alors Nathan dit à David : « De son côté, YHWH pardonne ta faute, tu ne mourras pas ».
En punition, Dieu tua le fils : « Seulement, parce que tu as outragé YHWH en cette affaire, l'enfant qui t'est né mourra ».

#### Absalom
Tamar, fille de David, violée par son demi-frère Amnon, est vengée par son frère Absalom qui fait tuer Amnon. Absalom se réfugie près de son grand-père maternel le roi de Géshour. Il se révolte contre son père David, se fait proclamer roi à Hébron par les tribus, est vaincu et tué par le général Joab. En Israël, profitant du départ de David de Jérusalem, un Benjaminite, Sheba (en), fils de Bikri, proclame l'indépendance d'Israël, rejetant la souveraineté de David. Joab élimine son rival Amasa, qui venait d'être placé à la tête de l'armée et se lance à la poursuite de Sheba, exécuté après avoir été livré par les habitants d'Abel Beth-Maakah où il s'était réfugié.
À la mort d'Amnon et d'Absalom, le quatrième fils de David, Adonias, appuyé par Joab et par le prêtre Abyatar, se considère comme l'héritier de David. Le prêtre Sadoq, le prophète Nathan et le chef de la garde de David, Benayahu, tenus à l'écart, soutiennent le plus jeune fils, Salomon, fils de Bethsabée. Salomon est couronné du vivant de son père qui meurt quelque temps après.

#### Arbre généalogique
Les enfants de David, sauf Yerimoth, sont cités dans le Deuxième Livre de Samuel, et dans le Premier Livre des Chroniques,.
- David
  - Amnon, né à Hébron, fils de David et d'Achinoam, tué par des serviteurs d'Absalom vengeant le viol de sa sœur Tamar.
  - Kiléab ou Daniel, né à Hébron, fils de David et d'Abigaïl femme de Nabal (en)
  - Absalom, né à Hébron, fils de David et de Maacah fille de Tholmaï roi de Gessur (en), tué par Joab.
    - Ouriel ou son épouse.
      - Maacah, fille d'Ouriel[32] et petite-fille d'Absalom[33],[34], deuxième épouse de Roboam[35].

  - Tamar, née à Hébron, fille de David et de Maacah fille de Tholmaï roi de Gessur (en), violé par son demi-frère Amnon.
  - Adonias, né à Hébron, fils de David et de Hagguith (en), tué par Benaja sur l'ordre de Salomon.
  - Shepatia, né à Hébron, fils de David et d'Abital ou Abita
  - Yithréan, né à Hébron, fils de David et d'Égla
  - Un enfant adultérin non nommé, né à Jérusalem, fils de David et de Bethsabée femme d'Urie le Hittite, mort le 7e jour.
  - Shammoua ou Shiméa, né à Jérusalem, fils de David et de Bethsabée femme d'Urie le Hittite
  - Shobab, né à Jérusalem, fils de David et de Bethsabée femme d'Urie le Hittite
  - Nathan, né à Jérusalem, fils de David et de Bethsabée femme d'Urie le Hittite
  - Salomon, né à Jérusalem, fils de David et de Bethsabée femme d'Urie le Hittite
  - Yibhar, né à Jérusalem, fils de David et d'une mère non nommée
  - Élishoua ou Élishama, né à Jérusalem, fils de David et d'une mère non nommée
  - Éliphélet ou Elpélet, né à Jérusalem, fils de David et d'une mère non nommée
  - Nogah, né à Jérusalem, fils de David et d'une mère non nommée
  - Népheg, né à Jérusalem, fils de David et d'une mère non nommée
  - Yaphia, né à Jérusalem, fils de David et d'une mère non nommée
  - Élishama, né à Jérusalem, fils de David et d'une mère non nommée
  - Éliada ou Beéliada, né à Jérusalem, fils de David et d'une mère non nommée
  - Eliphélet, né à Jérusalem, fils de David et d'une mère non nommée
  - Yerimoth fils de David et d'une mère non nommée, marié à sa cousine Abihaïl fille d'Éliab frère de David[36].
    - Mahalath première épouse de Roboam[36].

#### L'organisation du royaume
David organise l'administration sur le modèle des monarchies existantes en adoptant leur idéologie. Il ordonne un recensement en vue de l'établissement des impôts. Il amasse un maximum de trésors pour que son fils Salomon réalise l'une de ses ambitions : construire un temple majestueux à Dieu à Jérusalem. L'administration de Juda et d'Israël reste proche de celle pratiquée sous Saül. Les finances royales sont alimentées par les butins pris à l'ennemi et par les produits des biens de la couronne qui semblent importants et bien gérés.
À sa mort, David est à la tête d'un vaste royaume en pleine expansion économique. Selon la Bible, il est enterré « avec ses ancêtres » dans la Cité de David.

#### La religion
David maintient le culte de YHWH comme unique religion nationale du royaume d'Israël. Il est secondé dans ce sens par le prêtre Abiathar, descendant d'Éli et par les prophètes Gad et Nathan. Le transfert de l'Arche à Jérusalem attire les foules en pèlerinage.

## Stèle et tombe

### Stèle Tel Dan

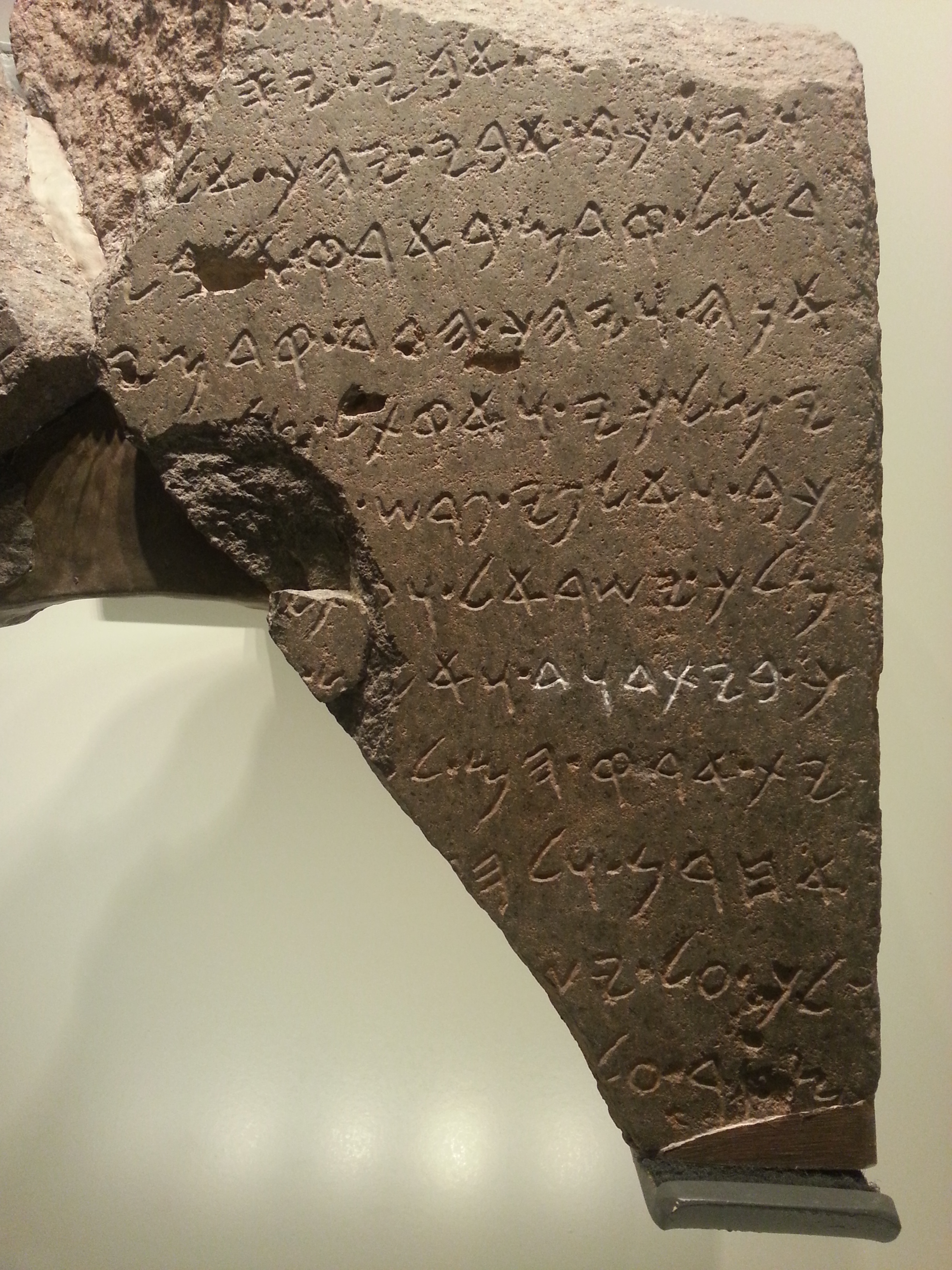
Inscription sur la stèle de Tel Dan : « Et ils y oignirent David pour roi » - Musée d'Israël.

La stèle de Tel Dan, une pierre gravée en araméen ancien érigée par un roi de Damas à la fin du IXe ou au début du VIIIe siècle av. J.-C. pour commémorer sa victoire sur deux rois ennemis, contient l'expression hébraïque : ביתדוד, bytdwd, que la plupart des spécialistes traduisent par « Maison de David ».
D'autres chercheurs, comme Anson Rainey, ont contesté cette lecture, mais il est probable qu'il s'agit d'une référence à une dynastie du royaume de Juda dont l'ascendance remonte à un fondateur nommé David.

### Stèle de Mesha

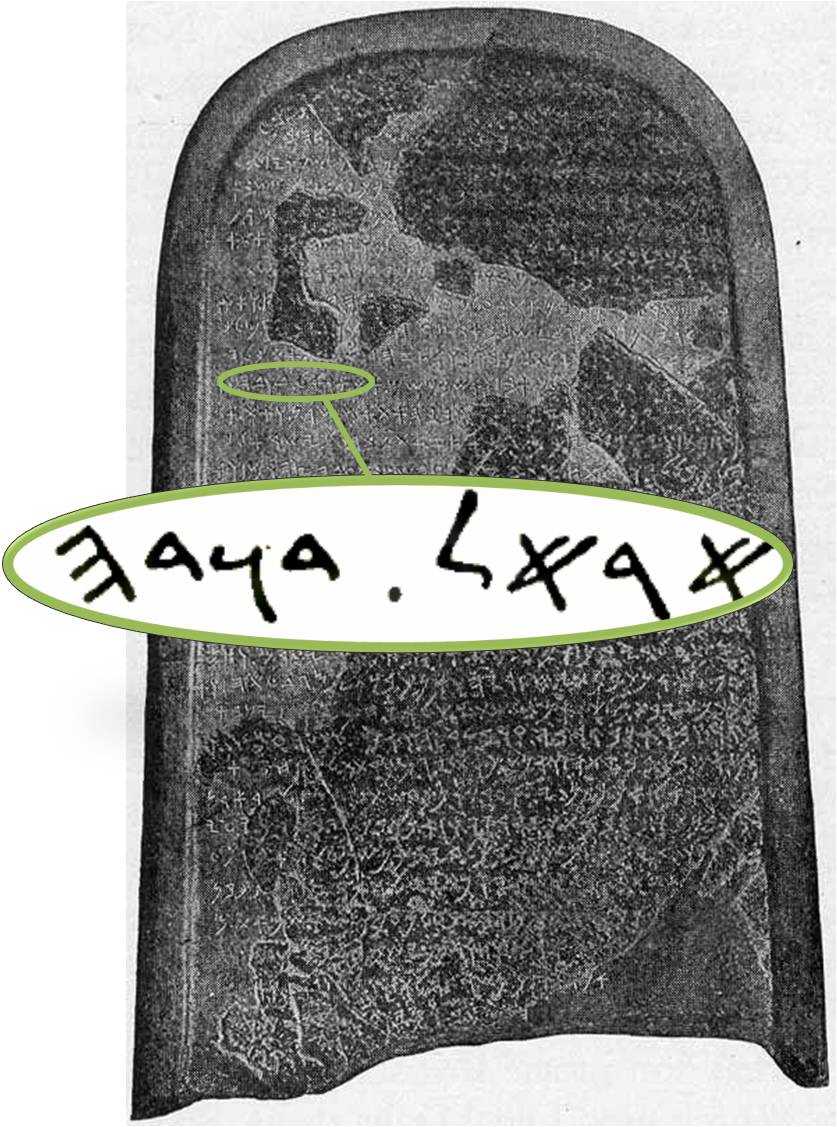
Inscription sur la stèle de Mesha : « son autel de David » - Musée du Louvre.

En 1994, deux épigraphistes français, André Lemaire et Émile Puech, ont émis l'hypothèse que la stèle de Mesha à Moab, datant du IXe siècle, pourrait également contenir les mots « Maison de David » à la fin de la ligne 31, bien que cela ait été considéré comme moins certain que la mention dans l'inscription de Tel Dan. En 2019, des photographies à haute résolution ont été prises à la fois de l'inscription elle-même et de la forme originale du XIXe siècle de la stèle alors encore intacte. Le chercheur français Michael Langlois a utilisé deux nouvelles méthodes d'imagerie de haute technologie pour confirmer l'opinion d'André Lemaire selon laquelle la ligne 31 contient l'expression « Maison de David ». Cependant, une autre équipe de chercheurs a conclu à partir des nouvelles images que le nom du souverain contenait trois consonnes et a commencé par un beth, qui exclut la lecture « Maison de David » en conjonction avec la ville de résidence du monarque « Horonaim » à Moab, rend probable que celui qui est mentionné est le roi Balak, un nom également connu dans la Bible hébraïque.
En plus des deux stèles, le spécialiste de la Bible et égyptologue Kenneth Kitchen suggère que le nom de David apparaît également dans un relief du pharaon Sheshonq (généralement identifié avec Shishak dans la Bible, 1 Rois 14:25-27). Le relief affirme que Sheshonq a fait des raids sur des endroits en Palestine en 925 avant J.-C., et Kitchen interprète un endroit comme étant les « Hauteurs de David », qui se trouvait dans le sud de Juda et le Néguev où la Bible dit que David s'est réfugié de Saül. Le relief est endommagé et l'interprétation est incertaine.

### La tombe de David
Lieu saint chrétien pendant le Moyen Âge (dans le Cénacle de Jérusalem, quartier général des Franciscains où la tradition fixe le lieu de la sépulture depuis le XIIe siècle), sa tombe devient un lieu de pèlerinage musulman en 1552 puis juif, lors de son autorisation après la Guerre israélo-arabe de 1948-1949. En janvier 2013, elle a été vandalisée par un juif ultra orthodoxe qui a détruit les mosaïques musulmanes qui tapissaient le mur séparant la chambre du cénotaphe.
Cependant, le Tombeau de David, sur le mont Sion est une structure médiévale et a donc tout d'une tradition folklorique sans fondement historique.

## Le point de vue des religions abrahamiques

### Dans le christianisme

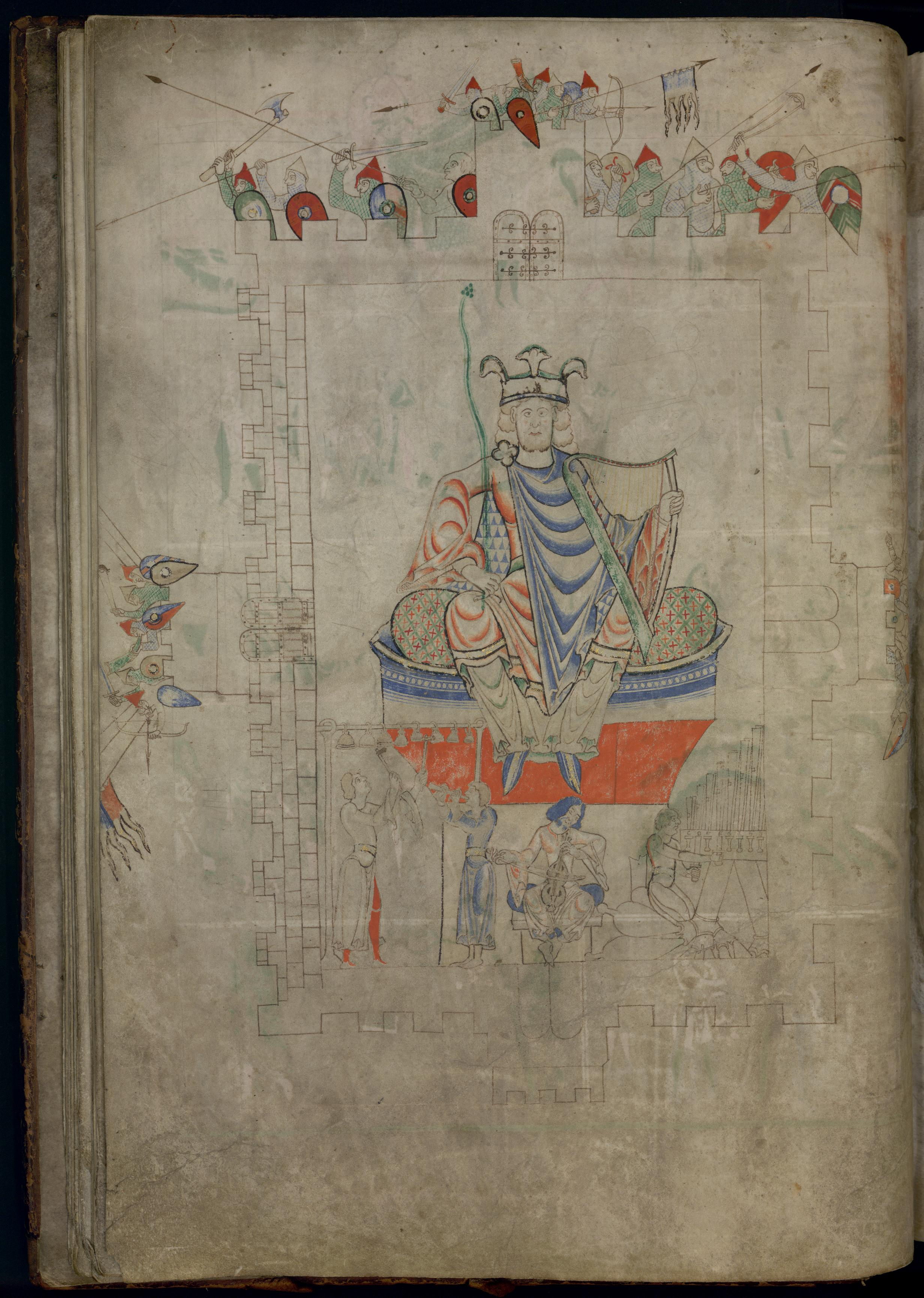

Les chrétiens adoptent les Écritures hébraïques et font de Jésus l'héritier de la promesse messianique faite à David. Ensuite, à travers Jésus-Christ, l'héritage se transmet à tous les prêtres mais aussi dans une mesure moindre aux rois de la chrétienté, à l'instar de Charlemagne qui se proclame « nouveau David », et même à tous les fidèles qui sont prêtres, prophètes et rois. Ainsi, aujourd'hui, les historiens de l'art comme Xavier Dectot pensent que la galerie des Rois de Notre-Dame de Paris datant du XIIIe siècle représente les rois de Juda alors qu'à la Révolution, on pensait qu'il s'agissait des rois de France.

### Dans l'islam
La tradition islamique a fait de « Daoud » (ou « Dâwûd ») un grand prophète-roi et un juge empreint de sagesse, accomplissant la volonté d'Allah. Comme pour d'autres récits, le Coran ne conserve du récit biblique que quelques éléments significatifs, comme le combat contre Goliath, dans une optique de prédication. Les commentateurs musulmans, comme Tabari, ont, en revanche, utilisé les récits bibliques qu'ils connaissaient pour compléter le récit coranique.
Le récit de la faute de David est un des épisodes ainsi évoqués de manière allusive dans la sourate 38. Les commentateurs, à propos de ce passage, évoquent la passion de David pour Bethsabée, la femme d'Urie. Pour Dye, ce texte trouve un parallèle dans 2 Sam 12 :1-6 mais l’auteur repère des différences. Plusieurs autres rapprochements avec des écrits bibliques (ps 148 ;9-10 pour les versets 18-19) ou à d’autres personnages peuvent être faits. Pour Gobillot, le récit coranique montre une connaissance de la Torah et des évangiles par le rédacteur de ce passage qui combine deux récits. Néanmoins, les récits des commentateurs font de la tentation de David une épreuve voulue par Dieu, réécriture permettant de préserver le dogme de l'impeccabilité des prophètes.
Le récit coranique est, pour employer la terminologie musulmane, un « dhikr » ou « rappel » des éléments déjà contenus dans les divers écrits religieux. Pour le Coran, de la même manière que Moïse avait reçu la Torah et que Jésus recevra l’Injil, David reçoit la révélation d'un texte sacré, le Zabur, identifié au livre des Psaumes. Néanmoins, pour les commentateurs, il s'agit davantage d'un livre d'édification qu'une nouvelle Loi. Le Coran souligne son don pour la récitation des psaumes, lui qui était « doté d'une belle voix que jamais autre que lui n'a eue », lui conférant une fonction de l'orchestration d'une liturgie cosmique : il explique que Dieu lui a asservi les oiseaux et les montagnes afin qu'ils puissent proclamer ses louanges à Dieu. Des commentateurs (tels que 'Abd ur Rahmân al Awzâ'î) expliquent que la beauté de sa voix, quand il récitait les psaumes, faisait s'arrêter les oiseaux en vol pour lui répondre ou encore que les animaux étaient tellement pris par la récitation du roi qu'ils pouvaient mourir de faim ou de soif.
L'historien perse Ibn Jarīr Tabari parle dans sa chronique d'un concours de dix questions pour connaître celui qui, parmi les héritiers, serait habilité à s'asseoir sur le trône comme successeur du roi David ; à savoir : « Ce qui existe de plus petit ? Ce qui est le plus grand ? Le plus amer ? Le plus doux ? Le plus honteux ? Le meilleur ? Le plus proche ? Le plus éloigné ? Ce qui est cause de grand chagrin ? Et le plus agréable ? ». L'orientaliste allemand Gustav Weil rapporte dans ses légendes musulmanes que Salomon naquit avec la sagesse et une grande connaissance.
Selon le Coran, Dieu lui a accordé « la royauté et la sagesse », une « science » et la « parole décisive », lui conférant une double grandeur, royale et prophétique. David, resté célèbre pour son sens de la justice, figure ainsi dans la lignée des prophètes de l'islam qui prêchent le monothéisme depuis les origines jusqu'au dernier d'entre eux, Mahomet. En outre, le Coran rapporte que Dieu enseigne à David le secret de la fabrication des cottes de mailles afin que les hommes se protègent de leur violence. Plusieurs hadîths font de David un homme de courage en temps de guerre (citons par exemple son combat contre Goliath) et une référence concernant sa façon de prier, durant un tiers de la nuit, et de jeûner, un jour sur deux. La tradition musulmane le fait mourir en position de prosternation.

## Critique historique

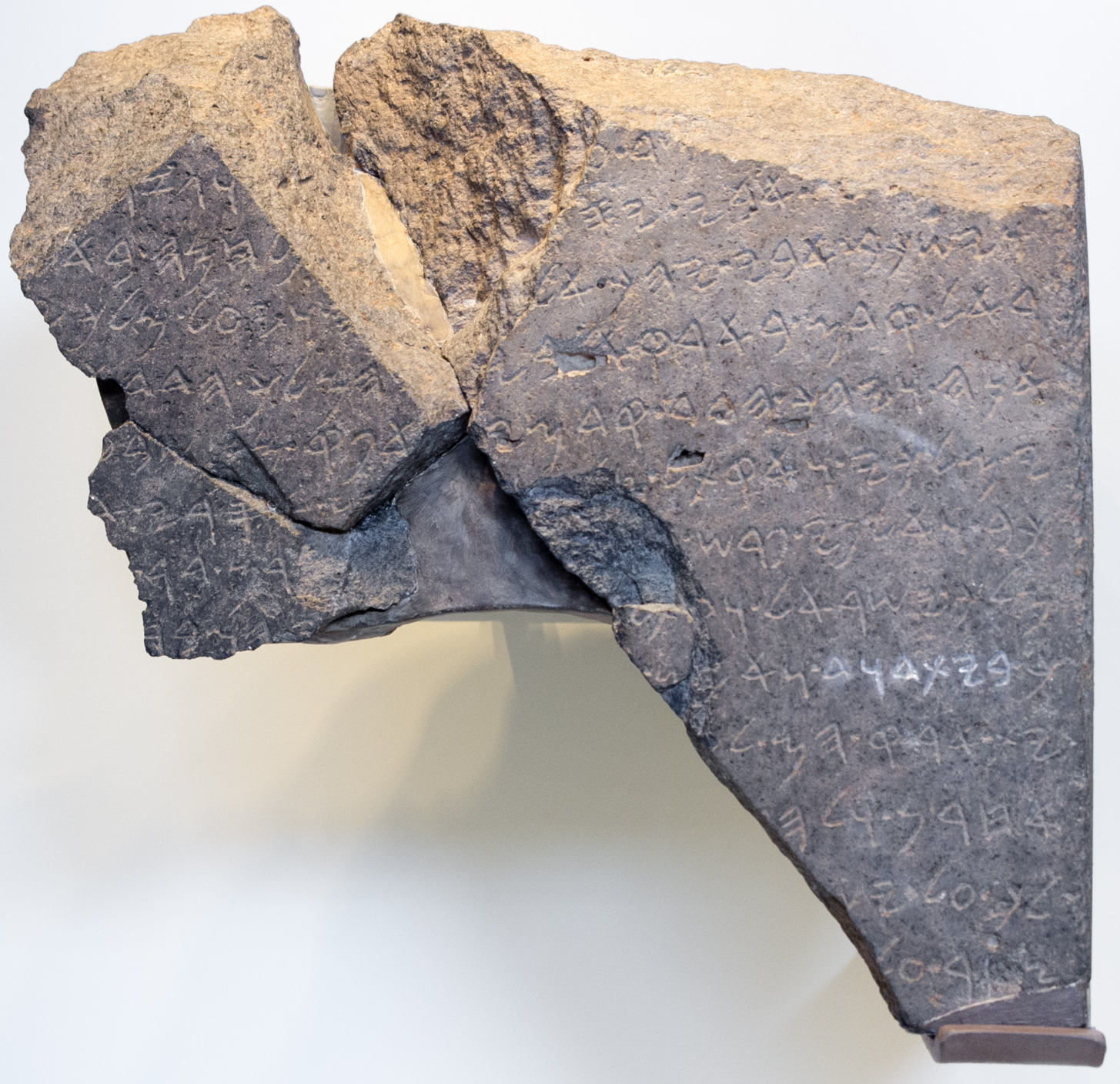
Vestige

La littérature biblique et les découvertes archéologiques sont les seules sources qui attestent de la vie de David. Certains chercheurs ont conclu que la littérature biblique a probablement été compilée à partir de documents contemporains des XIe et Xe siècles av. J.-C., mais qu'il n'existe pas de base historique claire permettant de déterminer la date exacte de cette compilation. D'autres chercheurs, comme A. Graeme Auld, professeur de Bible hébraïque à l'université d'Édimbourg, pensent que les Livres de Samuel ont été essentiellement composés à l'époque du roi Josias, à la fin du VIIe siècle av. J.-C., qu'ils ont été prolongés pendant l'exil à Babylone (VIe siècle av. J.-C.) et qu'ils ont été achevés en grande partie vers 550 avant J.-C.
Auld soutient que d'autres modifications ont été apportées même après cette date - le quart de sicle d'argent que le serviteur de Saül offre à Samuel en 1 Samuel 9 « fixe presque certainement la date de l'histoire à la période persane ou hellénistique » parce qu'on sait qu'un quart de sicle existait à l'époque hasmonéenne. Les auteurs et les éditeurs de Samuel se sont inspirés de nombreuses sources antérieures, y compris, pour leur histoire de David, « l'histoire de l'ascension de David » (1 Samuel 16:14-2, 5:10), et le « récit de la succession » (2 Samuel 9-20 et 1 Rois 1-2). Le Livre des Chroniques, qui raconte l'histoire d'un point de vue différent, a probablement été composé dans la période 350-300 avant J.-C., et utilise Samuel comme source.
Les auteurs et les éditeurs de Samuel et Chroniques n'ont pas eu pour but d'enregistrer l'histoire, mais de promouvoir le règne de David comme inévitable et souhaitable, et pour cette raison, il y a peu de choses sur David qui soient concrètes et incontestables. Les preuves archéologiques pour le Xe siècle av. J.-C., à l'époque de David, sont discutés. Alors que certains auteurs soutiennent que Juda était peu peuplé et que Jérusalem n'était qu'un petit village qui, au cours du siècle suivant, a lentement évolué d'une chefferie des hautes terres à un royaume, d'autres considèrent que Juda était déjà un « État naissant » à cette époque,,.
Les preuves bibliques peuvent également indiquer que le Juda de David n'était pas une monarchie à part entière : il l'appelle souvent négid, par exemple, ce qui signifie "prince" ou "chef", plutôt que melek, ce qui signifie "roi" ; le David biblique ne met en place aucune des bureaucraties complexes dont un royaume a besoin (même son armée est composée de volontaires), et ses disciples sont en grande partie apparentés à lui et à sa petite région natale autour d'Hébron.
Au-delà, toute la gamme des interprétations possibles est disponible. John Bright, dans son Histoire d'Israël (1981), prend Samuel au pied de la lettre. Donald B. Redford, cependant, voit dans toutes les reconstructions provenant de sources bibliques pour la période de la Monarchie Unie des exemples de « vœux pieux académiques » Thomas L. Thompson rejette l'historicité du récit biblique : "« L'histoire de la Palestine et de ses peuples est très différente des récits bibliques, quelles que soient les prétentions politiques contraires. Une histoire indépendante de la Judée pendant les périodes de Fer I et de Fer II a peu de place pour une lecture historicisante des récits de I-II Samuel et des Ier Rois ».
Amihai Mazar conclut cependant que, sur la base de découvertes archéologiques récentes, comme celles de la Cité de David, de Khirbet Qeiyafa, de Tel Dan, de Tel Rehov, de Khirbat en-Nahas et d'autres, « la déconstruction de la Monarchie Unie et la dévaluation de Juda en tant qu'État au IXe siècle est une interprétation inacceptable des données historiques disponibles ». Selon Mazar, sur la base de preuves archéologiques, la Monarchie Unie peut être décrite comme un « État en développement ».
Certaines études sur David ont été écrites : Baruch Halpern a décrit David comme un vassal de longue date d'Achish, le roi philistin de Gath ; Israel Finkelstein et Neil Asher Silberman ont identifié comme la section la plus ancienne et la plus fiable de Samuel les chapitres qui décrivent David comme le leader charismatique d'une bande de hors-la-loi qui s'empare de Jérusalem et en fait sa capitale. Steven McKenzie, professeur associé de la Bible hébraïque au Rhodes College et auteur de King David : A Biography, affirme que David venait d'une famille riche, était « ambitieux et impitoyable » et un tyran qui a assassiné ses opposants, y compris ses propres fils.
Selon la critique des études bibliques, le récit biblique de la montée au pouvoir de David est une excuse politique - une réponse aux accusations contemporaines portées contre lui, de son implication dans des meurtres et des régicides.
Israel Finkelstein et Neil Asher Silberman rejettent l'idée que David régnait sur une monarchie unie, suggérant plutôt qu'il ne régnait qu'en tant que chef sur le royaume de Juda du sud, beaucoup plus petit que le royaume d'Israël du nord à l'époque. Ils affirment qu'Israël et Juda étaient encore polythéistes ou hénothéistes à l'époque de David et de Salomon, et que les rédacteurs du VIIe siècle, bien plus tard, ont cherché à décrire un âge d'or passé d'une monarchie monothéiste unie afin de répondre aux besoins contemporains. Ils notent un manque de preuves archéologiques des campagnes militaires de David et un sous-développement relatif de Jérusalem, la capitale de Juda, par rapport à une Samarie plus développée et urbanisée, capitale d'Israël.
Jacob L. Wright, professeur associé de Bible hébraïque à l'université Emory, a écrit que les légendes les plus populaires sur David, y compris son meurtre de Goliath, son affaire avec Bethsabée et son règne sur un Royaume-Uni d'Israël plutôt que sur le seul Juda, sont la création de ceux qui ont vécu des générations après lui, en particulier ceux qui ont vécu à la fin de la période persane ou hellénistique.

## Influence du personnage de David

### Sur l'institution monarchique de la France
Le roi David a été pris comme modèle de la monarchie française, comme idéal de justice, comme figure de pureté et de désintéressement (avec le lys), dans le rituel du sacre, avec l'onction.

Représentation du roi David assimilé au roi de pique dans le jeu de cartes français.

Il est aussi, à partir du début du XIIe siècle et pendant tout le Moyen Âge, une figure héroïque que l'on retrouve dans les Neuf Preux, d'où il passera sous Charles VIII dans les figures du jeu de cartes.

## Dans les arts et la culture populaire

### Littérature
- David, Psaumes pénitentiels, traduits du latin par Blaise de Vigenère et accompagnés du texte hébreu, édition établie et présentée par Ghislain Sartoris, Éditions de la Différence, coll. « Orphée », Paris, 1989.
- Carlo Coccioli, Mémoires du roi David, Le Livre de poche, 1976.
- Stefan Heym, Chronique du roi David, Métailié, 1994, trad. depuis l'allemand [Der König David Bericht, 1974] par Françoise Toraille.
- Histoire adaptée et transposée dans la modernité par les auteurs Ozanam et Singelin dans la bande dessinée King David en 2008, aux éditions Casterman.

### Sculpture
- Le David de Michel-Ange
- Le David de Donatello
- Le David du Bernin
- La Statue de David à Marseille
- Les multiples représentations de son combat contre Goliath :
  - Enseigner le fait religieux, autour de David et Goliath par G. Di Rosa
  - Catégorie homonyme David et Goliath

### Iconographie
- Le roi David est une figure du jeu de cartes français (le roi de Pique)
- Les « assiettes de David », plats en argent datant des années 620-630 figurant des scènes de la vie de David auquel s'identifie l'empereur Héraclius qui en est probablement le commanditaire[59].
- David et Bethsabée, vers 1525, tenture de 75 m, musée national de la Renaissance à Écouen
- Le roi David de Marc Chagall, 1951, huile sur toile, musée national Marc Chagall à Nice

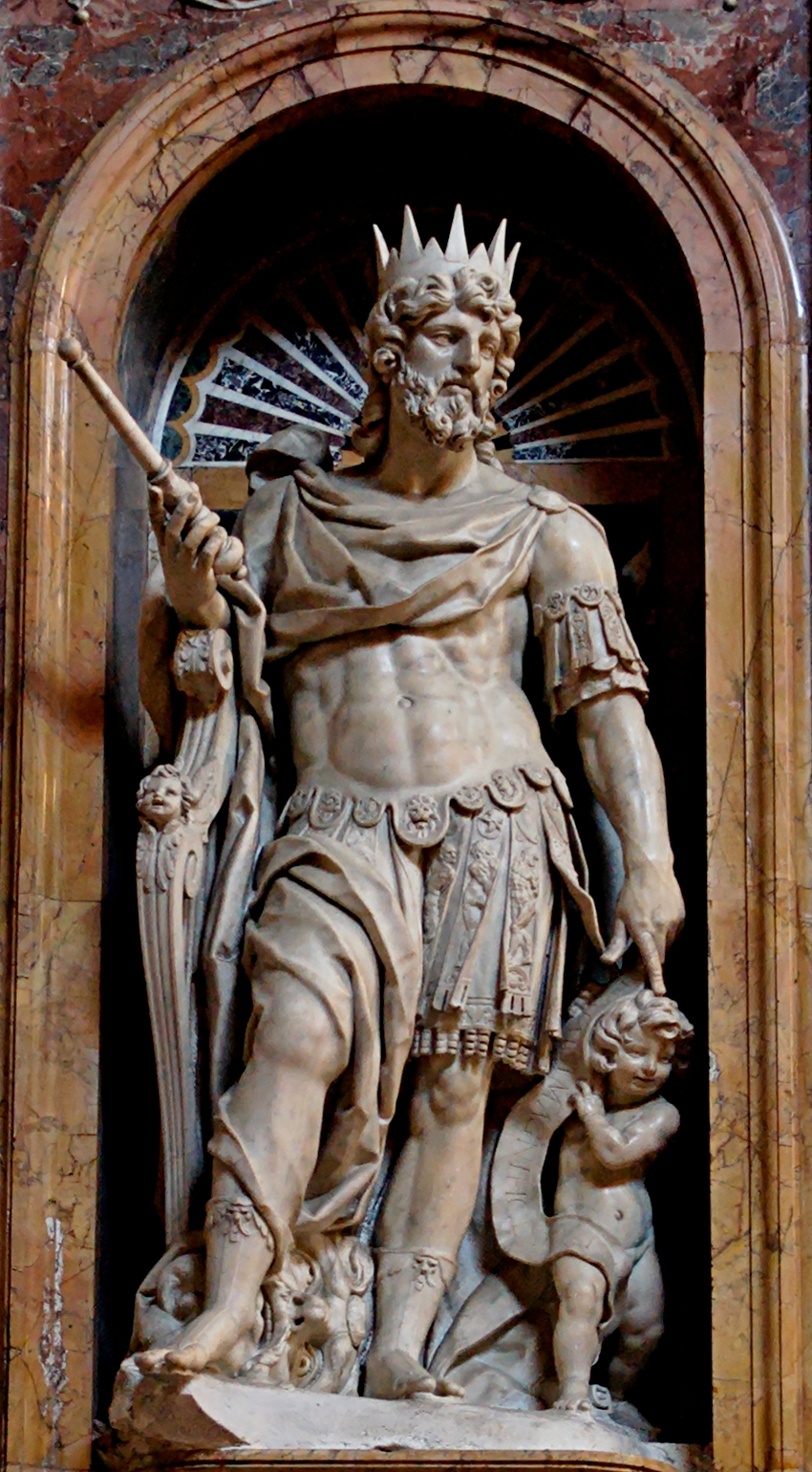
Statue de David par Nicolas Cordier, Rome.
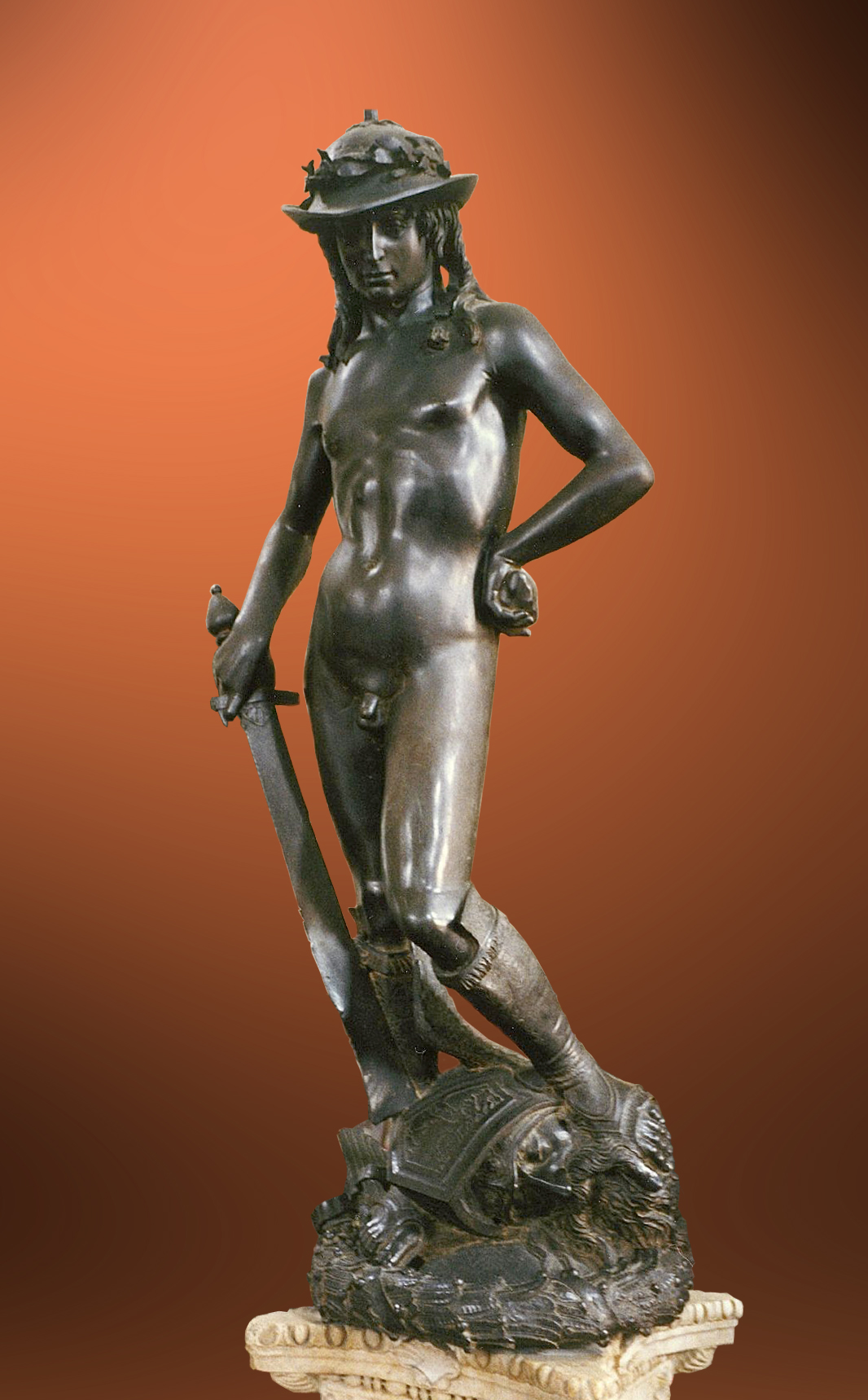
Statue de David par Donatello, Florence.
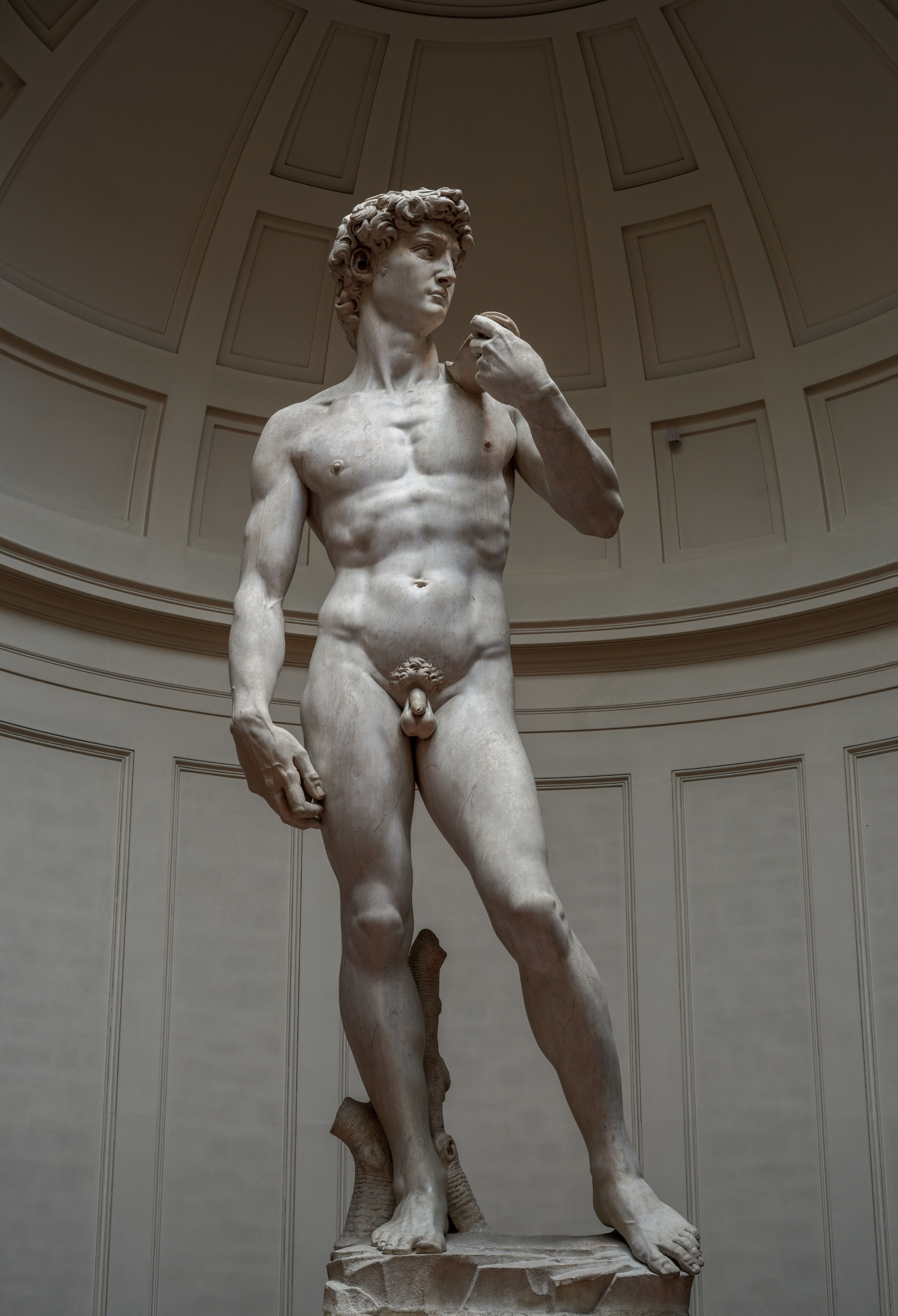
Statue de David par Michel-Ange, Florence.
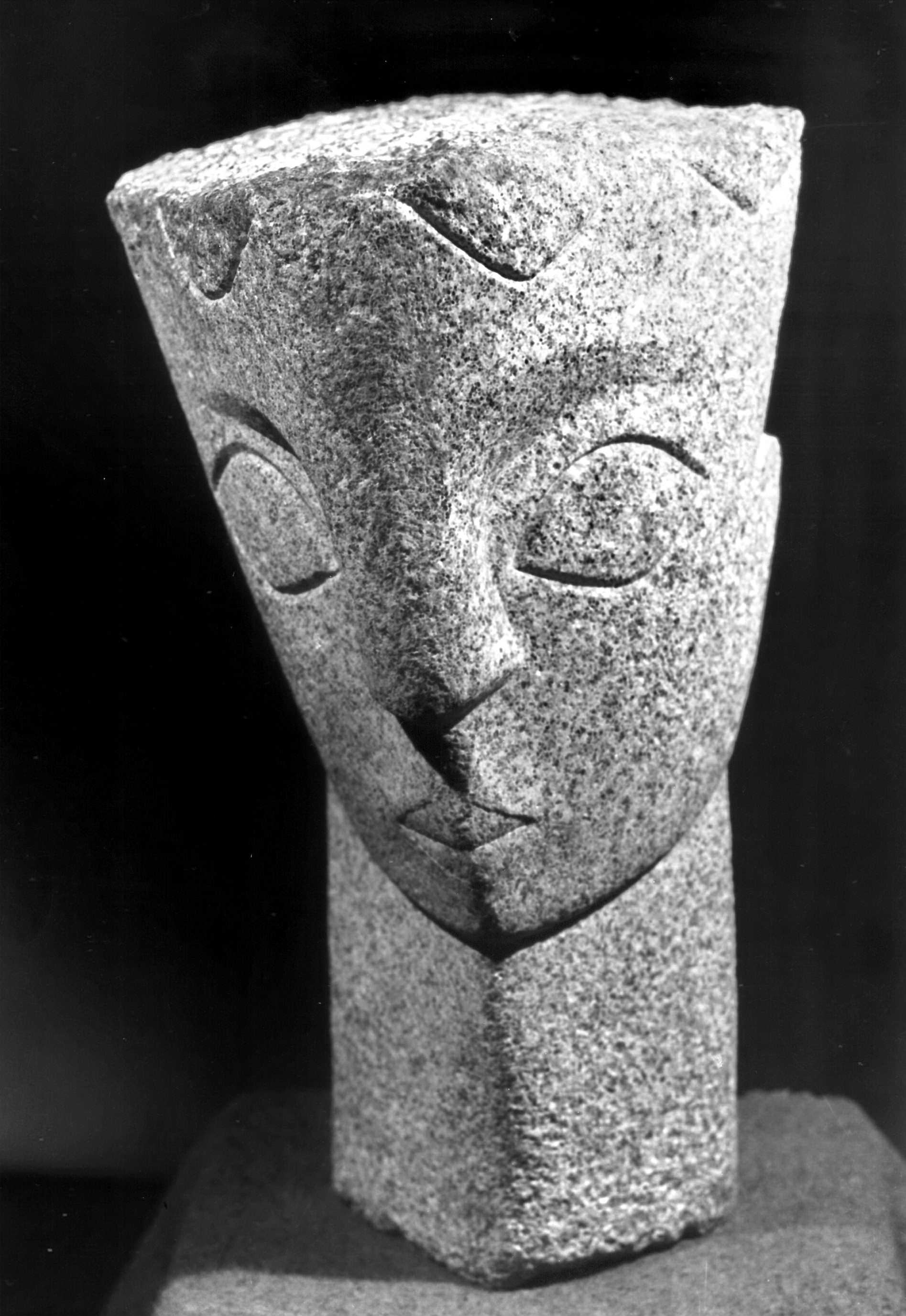
Statue du Roi David par Achiam, musée de Shuni (Israël).
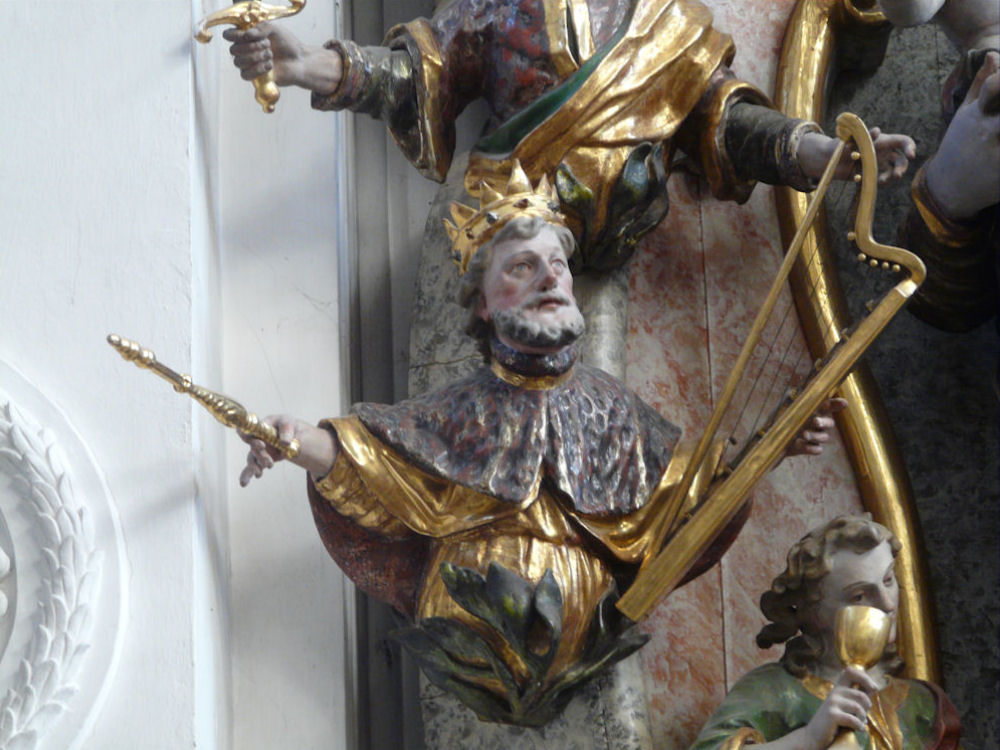
David, une cithare à la main[60].
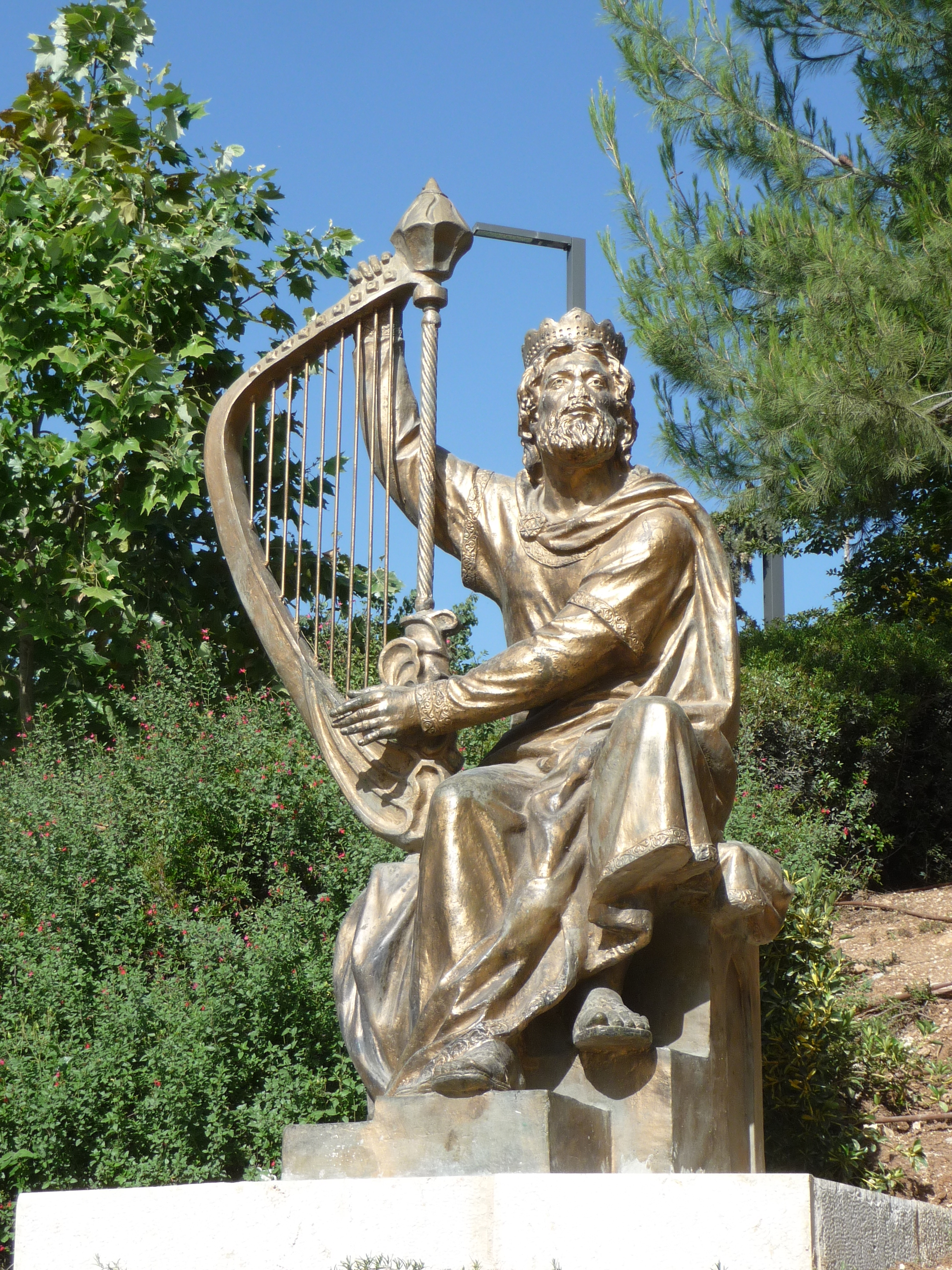
Statue de David sur le mont Sion à Jérusalem.

### Musique
- Davidis pugna et victoria d'Alessandro Scarlatti (1700)
- Saül de Haendel
- David et Jonathas de Marc-Antoine Charpentier
- Davide penitente de Mozart
- Saül et David de Carl Nielsen
- Le Roi David d'Arthur Honegger
- David de Darius Milhaud
- Hallelujah de Leonard Cohen chanson transcendée par Jeff Buckley
- Si le Roi David dansait par le chœur Dei Amoris Cantores
- La danse devant l'Arche (1996) de Jacques Charpentier, pour harpe seule

### Filmographie

#### Cinéma
- 1908 : David et Goliath de Sidney Olcott
- 1910 : David et Goliath de Henri Andréani
- 1921 : La Reine de Saba de J. Gordon Edwards, avec George Nichols dans le rôle de David
- 1951 : David et Bethsabée de Henry King, avec Gregory Peck dans le rôle de David
- 1959 : Salomon et la Reine de Saba de King Vidor, avec Finlay Currie dans le rôle de David
- 1960 : David et Goliath de Richard Pottier
- 1985 : Le Roi David de Bruce Beresford, avec Richard Gere dans le rôle de David
- 1997 : David de Robert Markowitz, avec Nathaniel Parker dans le rôle de David
- 2016 : David et Goliath de Wallace Brothers.

#### Télévision

##### Série
- 1989 : Dans l'épisode Les Simpson dans la Bible Bart Simpson se voit en rêve comme le Roi David.
- 2025 : House of David de Jon Erwin, joué par Michael Iskander.

### Bibliographie

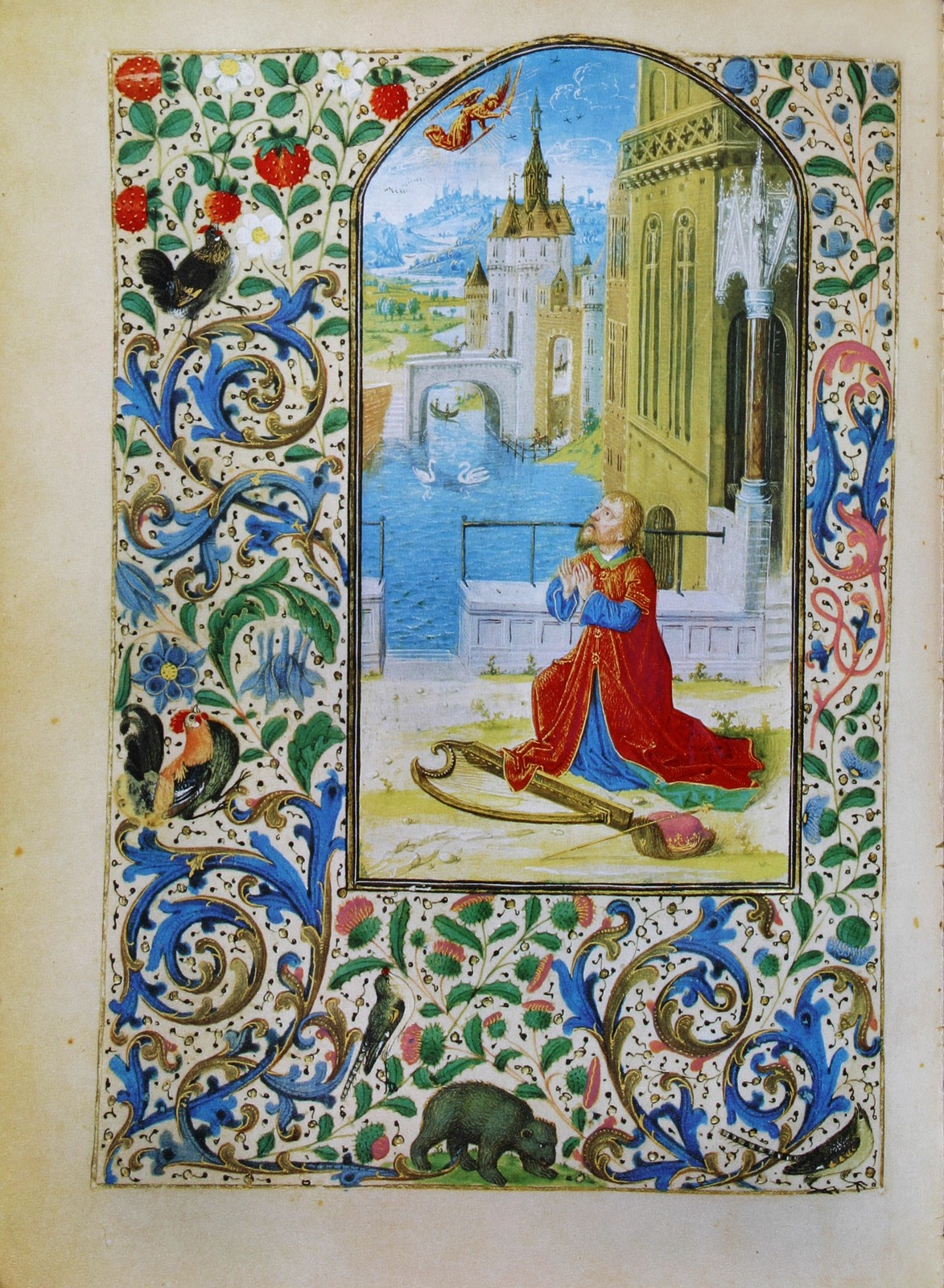
David priant après son adultère avec Bethsabée (livre d'heures de Marie de Bourgogne, 1477)